# Tokyo hoàng đạo án
Tokyo hoàng đạo án (nguyên tác: 占星術殺人事件) là tiểu thuyết bí ẩn đầu tay của Shimada Soji, nhạc sĩ và nhà văn về chiêm tinh học, tác giả của hơn 100 tiểu thuyết bí ẩn. Bên cạnh là tiểu thuyết đầu tay và bán chạy nhất của Shimada, nó được đề cử Giải Edogawa Rampo danh giá dành cho tiểu thuyết bí ẩn.

## Nội dung
Tiểu thuyết được chia thành vài phần. Lời tựa của tác giả thách thức người đọc giải quyết những bí ẩn kinh khủng. Lời tựa cho rằng mọi manh mối cần thiết được đưa vào trong tác phẩm và các nhân vật sẽ không có lợi thế hơn độc giả.
Phần một là một truyện ngắn hư cấu và một di chúc tạo nên bối cảnh của tác phẩm: đó là năm 1936 ở Thời kỳ Chiêu Hòa trước Chiến tranh thế giới thứ hai tại Nhật Bản.
Một họa sĩ tính trăng hoa có tên Umezawa Heikichi từ lâu đã bị ám ảnh bởi chiêm tinh và thuật giả kim. Ông ta giàu có, đã già, xuất thân từ một gia đình có tiếng tăm, vẫn sống trong một gia đình truyền thống. Ông đang hoàn thành tác phẩm lớn nhất của mình: 12 bức họa lớn, mỗi bức miêu tả một cung hoàng đạo. Khi ông ta đang vẽ bức cuối cùng, là một bức chân dung của Bạch Dương, ở phòng vẽ riêng, đầu ông ta bị đập nát bằng một vật cùn. Vụ sát nhân kỳ lạ vì nó xảy ra trong một ngày tuyết rơi dày và nhiều nghi phạm đều có chứng cứ ngoại phạm vững chắc. Khi điều tra thêm, căn phòng bị khóa từ bên trong, dẫn đến một bí ẩn căn phòng khóa kín.
Khi cảnh sát khám xét phòng vẽ, họ phát hiện ra một bản ghi chép kỳ lạ, giống như câu chuyện được kể tới khi mở đầu tiểu thuyết. Người kể chuyện trong đó được xác định là Heikichi, đã mô tả một cuộc chiến kéo dài với bệnh thần kinh, đạo Satan và một sự thôi thúc giết người để tạo ra một người phụ nữ hoàn hảo có tên là "Azoth”. Để làm điều này, ông ta sẽ cắt xác của hai con gái, hai trong ba con gái vợ, hai cháu gái của mình và lấy những mảnh cơ thể phù hợp với chiêm tinh của mỗi người để ghép nên một cơ thể hoàn chỉnh. Lý do ông ta loại bỏ cô con gái riêng còn lại của vợ là Kanemoto Kazue ra bởi vì cô này đã lập gia đình và không còn là trinh nữ. Mỗi người sẽ bị giết bằng một kim loại có ý nghĩa hóa học và xác được chôn cất tại một nơi sinh ra các kim loại đó tương ứng. Trong ghi chép này ông ta viết rằng ông ta sẽ thực hiện kế hoạch ngay khi hoàn thành bức chân dung của cung Bạch Dương.
Không lâu sau vụ sát hại Heikichi, Kanemoto Kazue bị giết và đầu cũng bị đập vỡ. Vụ án này được xem là không liên quan đến các vụ án trên, chỉ là một vụ cướp của giết người.
Sau vụ sát nhân này, những người con gái, cháu gái còn lại của Heikichi, cùng với bà quả phụ Heikichi, đến núi Yahiko để cầu an cho linh hồn của Heikichi. Họ chia tay tại đó, rồi sáu cô gái trẻ mất tích. Thi thể của họ được sau đó được lần lượt tìm thấy, tại những địa điểm khác nhau, được chôn gần các mỏ kim loại khắp Nhật Bản và những phần cơ thể bị mất trùng khớp với những gì được nhắc đến trong ghi chép của Heikichi. Các vụ sát nhân trở nên nổi tiếng khắp đất nước, nhưng chúng đều là bí ẩn chưa giải quyết được trong suốt 40 năm tiếp theo.
Tiểu thuyết chuyển sang hiện tại, với người dẫn chuyện là Ishioka Kazumi, một họa sĩ vẽ minh họa tự do và là người hâm mộ các truyện bí ẩn. Anh kể lại cho bạn mình, một nhà chiêm tinh kiêm thầy bói có tên Mitarai Kiyoshi về vụ án Hoàng đạo. Trước đó, một khách hàng đã đến gặp Mitarai và cho biết bà ta có bằng chứng mới về các vụ sát nhân. Bằng chứng là lời tự thú bí mật của một cảnh sát liên quan đến vụ điều tra án mạng của Kazue. Ngay trước khi cô bị sát hại, viên cảnh sát này đã bị dụ dỗ vào nhà cô và có quan hệ tình dục với cô. Sau đó, ông ta nhận được một lá thư nặc danh, tuyên bố thư đến từ một trong nhiều cơ quan bí mật ở Nhật Bản trước chiến tranh như Trường Nakano. Người gửi đe dọa tiết lộ hành vi của ông ta với Kazue, sẽ khiến ông ta trở thành nghi phạm chính nếu bị phát hiện. Để đổi lấy sự im lặng, ông ta phải thực hiện một công việc là chuyển những thi thể của các cô gái trẻ đến những địa điểm khác nhau ở Nhật Bản và chôn chúng theo như miêu tả trong thư.
Cảnh 2, Ishioka và Mitarai đến Kyoto để phỏng vấn những người còn sống có liên quan đến vụ án.
Cảnh 3 cho thấy một cuộc điều tra cặn kẽ hơn xung quanh khu vực Kyoto và những người dân ở đó. Trong những trang cuối, Mitarai suy nghĩ về một trò lừa đảo đã cũ, trong đó một người đã sử dụng băng dính để tạo ra thêm những tờ tiền giấy mới từ những tờ tiền hiện có. Đột nhiên, anh ta trở nên sáng suốt và giải quyết được cả ba vụ án mạng.
Tiếp theo, tác giả có một ghi chú với độc giả, thông báo rằng lời giải sẽ được đưa ra trong các trang tiếp theo. Độc giả đã có tất cả các thông tin cần thiết để giải quyết vấn đề, cùng một gợi ý có giá trị.

### Lời giải
Trong cảnh 4, Mitarai vẫn tỏ ra lúng túng để tìm lời giải, nhưng cuối cùng đã mời Ishioka đến một cuộc gặp mặt lịch sự với thủ phạm: đó là một bà già, vào thời điểm xảy ra vụ án mạng mới 23 tuổi. Ishioka kết luận điều đó có nghĩa thủ phạm những vụ giết người trên thực tế là một trong những người con gái, nhưng anh không thể suy ra được là ai.
Cảnh cuối cho thấy Mitarai đưa ra lời giải trước ba người nghe: Ishioka và vợ chồng bà Iida. Anh giải thích các vụ sát hại Heikichi, Kazue và các vụ Azoth: điều đó có thể xảy ra, tương tự như một kẻ cắt các hai mươi tờ tiền giấy ra và dán các mảnh khác nhau lại để tạo ra số lượng tiền nhiều hơn một tờ. Cùng cách đó, thủ phạm là con gái của Heikichi từ cuộc hôn nhân đầu tiên, Tokiko (nay sống dưới cái tên Sudo Taeko), đã cắt các thi thể của năm cô gái còn lại và sắp xếp chúng như thể có sáu thi thể. Những phần thiếu từ các thi thể mà mọi người lầm tưởng là để tạo ra Azoth chính là vừa đủ một người. Ghi chép cũng được Tokiko làm giả nhằm đánh lừa và tập trung sự chú ý của mọi người vào Azoth. Động lực để Tokiko thực hiện các vụ án mạng do bị mẹ kế, các con gái của mẹ kế và các em họ đối xử rất tồi tệ. Đặc biệt do sự đối xử mà mẹ bà đã nhận được: bị Heikichi ly dị và trở nên nghèo túng, bà đã trải qua một cuộc đời làm người bán thuốc lá trên đường phố. Sau khi Mitarai giải thích mọi thứ, cảnh sát đến Kyoto và cho biết rằng Taeko đã tự tử. Trước khi chết, bà viết một bức thư gửi cho Mitarai, thuật lại chi tiết vai trò của bà trong các vụ án.